# هواة الغناء 2
هواة الغناء 2 (بالإنجليزية: 2 Sing)‏ هو فيلم كوميدي موسيقي أمريكي مقبل بالرسوم المتحركة من إنتاج شركة إليمونيشن. تكملة لفيلم هواة الغناء 2016 ، سيكتب الفيلم ويخرجه غارث جينينغز وسيؤدي دور البطولة ماثيو ماكونهي وريس ويذرسبون وسكارليت جوهانسون ونيك كرول وتارون إجيرتون وتوري كيلي ، الذين سيعيدون تمثيل أدوارهم من الفيلم الأول.

## القصة
يتابع الفيلم باستر وفريقه الجديد الذين وضعوا أنظارهم الآن على الظهور لأول مرة في عرض جديد في مسرح كريستال تاور في مدينة ريدشور الساحرة. ولكن مع عدم وجود اتصالات ، يجب عليه ومغنيه التسلل إلى مكاتب Crystal Entertainment ، التي يديرها قطب الذئب الذي لا يرحم جيمي كريستال ، حيث تقدم العصابة الفكرة السخيفة المتمثلة في اختيار أسطورة موسيقى الروك الأسد كلاي كالواي في عرضها. يجب أن يشرع باستر في مهمة للعثور على كلاي المعزول الآن وإقناعه بالعودة إلى المسرح.

## إنتاج

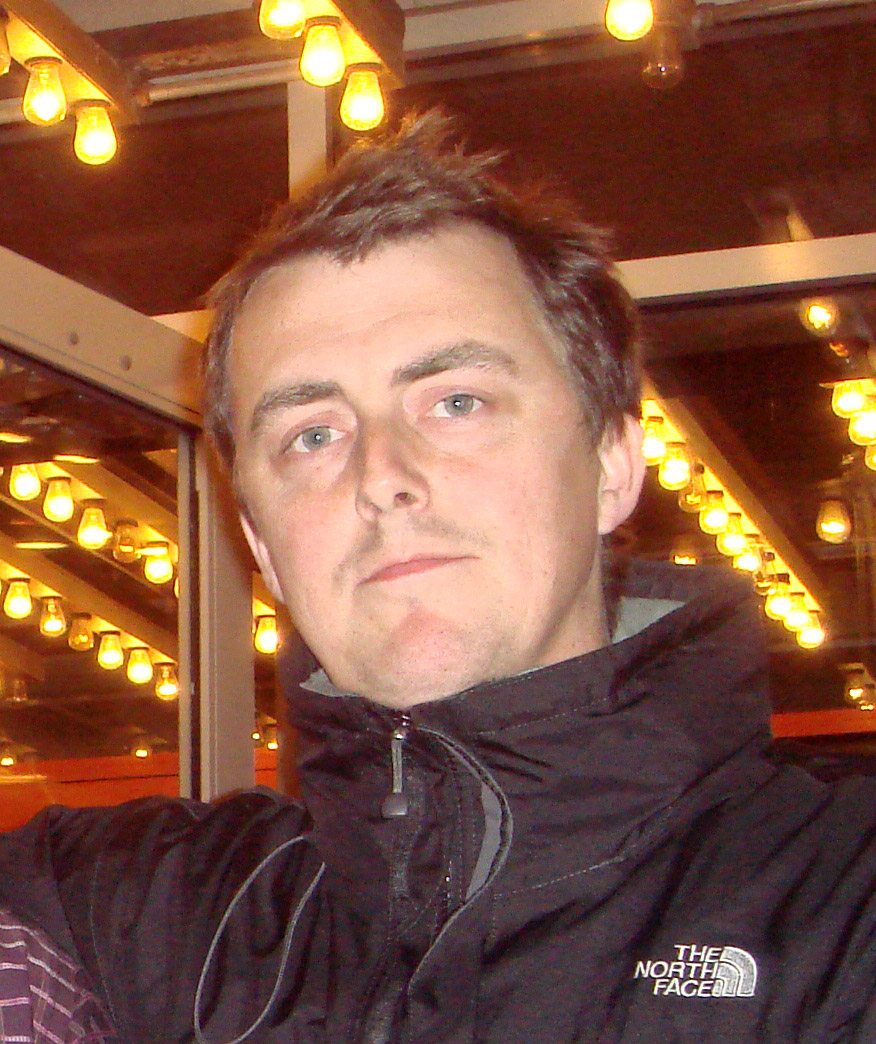
المخرج السينمائي غارث جينينغز من شركة Hammer & Tongs.

### تطوير
في 25 يناير 2017 ، أعلنت شركة يونيفرسال بيكشرز وإليمونيشن عن تكملة لفيلم الرسوم المتحركة 2016 هواة الغناء. يعود الكاتب / المخرج غارث جينينغز والمنتجين كريس ميليداندري وجانيت هيلي مع نجوم التعليق الصوتي ماثيو ماكونهي وريس ويذرسبون وسكارليت جوهانسون وتارون إجيرتون ونيك كرول وتوري كيلي.

## وصلات خارجية
- هواة الغناء 2 على موقع IMDb (الإنجليزية)
- هواة الغناء 2 على موقع ميتاكريتيك (الإنجليزية)
- هواة الغناء 2 على موقع روتن توميتوز (الإنجليزية)
- هواة الغناء 2 على موقع ألو سيني (الفرنسية)
- هواة الغناء 2 على موقع بوكس أوفيس موجو (الإنجليزية)
- هواة الغناء 2 على موقع فيلمافينيتي (الإسبانية)
- هواة الغناء 2 على موقع قاعدة بيانات الأفلام السويدية (السويدية)
- هواة الغناء 2 على موقع قاعدة بيانات الفيلم (الإنجليزية)
- هواة الغناء 2 على موقع ليتربوكسد (الإنجليزية)
- هواة الغناء 2 على موقع كينوبويسك (الروسية)